# Franciszek Emil Lauber

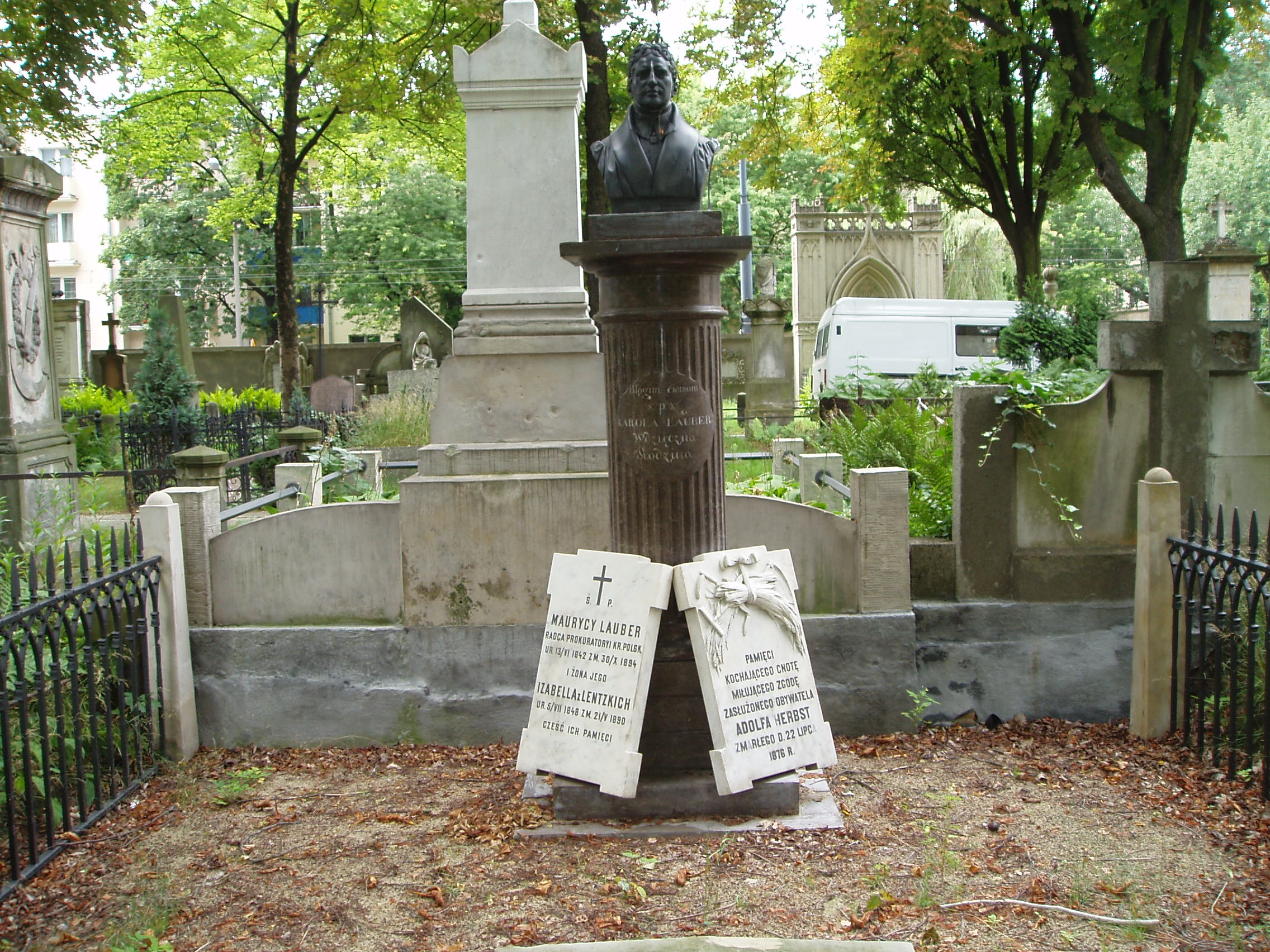
Grób Lauberów na cmentarzu ewangelickim w Warszawie

Franciszek Emil Lauber (ur. 26 listopada 1809 w Warszawie, zm. 9 marca 1852 tamże) – duchowny ewangelicki, kolega szkolny z klasy Fryderyka Chopina.

## Życiorys
Franciszek pochodził z dwujęzycznej rodziny, która od paru pokoleń wydawała pastorów ewangelickich: i ojciec, superintendent Karol Beniamin Lauber, znana postać warszawska, i dziadek Gottlob Beniamin, proboszcz luterański w Śmiglu obrali ten zawód. Matką Franciszka była Anna Dorota z domu Riedel (1775 – 1849). W domu Lauberów często bywał Fryderyk Chopin i zapewne tam nauczył się niemieckiego.
Franciszek uczęszczał razem z Fryderykiem do Liceum Warszawskiego, a po jego ukończeniu ok. 1827 studiował teologię na uniwersytecie im. Fryderyka Wilhelma we Wrocławiu. Po ukończeniu studiów był proboszczem ewangelickim w Przasnyszu. W roku 1835 poślubił Natalię Karolinę z Herbstów, z którą miał czworo dzieci. Synowie Maurycy, prawnik, Emil (1838 – 1890) i Zygmunt (1840 – 1899) wzięli wszyscy udział w Powstaniu Styczniowym i otrzymali kary katorgi w Rosji. Wiele więcej o życiu pastora Laubera nie wiadomo, ale jest jednym z bohaterów "Opowiadań o starej Warszawie" Wiktora Gomulickiego i często był wspominany w korespondencji Chopina.
Wszyscy Lauberowie zostali pochowani na cmentarzu ewangelickim w Warszawie (Al.6 nr 8).